# Copa de Honor Cusenier
La Copa de Honor Cusenier fue una competición internacional oficial de fútbol organizada por la Asociación del Fútbol Argentino y la Asociación Uruguaya de Fútbol. Era disputada entre equipos de la Asociación Argentina de Football y la Liga Rosarina de Football, de Argentina, y la Asociación Uruguaya de Football, de Uruguay.
El trofeo fue donado por E. Cusenier Fils Auné & Cie., una empresa francesa de licores que había instalado una fábrica en Buenos Aires en la década de 1890, dando su nombre a la competencia. Inicialmente, la copa estaba destinada a ser disputada entre representantes de la AFA, la AUF y la Liga Rosarina.
El torneo enfrentaba en una final al equipo argentino campeón de la Copa de Honor Municipalidad de Buenos Aires, y al uruguayo campeón de la Copa de Honor. El formato de este torneo era similar al de la Cup Tie Competition, pero mientras que en esta última la final se jugaba en Buenos Aires, en la Copa de Honor Cusenier el partido definitorio se disputaba en Montevideo.

## Ediciones

### Títulos por año
| Año  | Campeón                              | Resultados                           | Subcampeón                           |
| ---- | ------------------------------------ | ------------------------------------ | ------------------------------------ |
| 1905 | Nacional · Uruguay                   | 3:2                                  | Alumni Argentina                     |
| 1906 | Alumni Argentina                     | 2:2 3:1                              | Nacional · Uruguay                   |
| 1907 | Belgrano Athletic Argentina          | 2:1                                  | CURCC · Uruguay                      |
| 1908 | Montevideo Wanderers · Uruguay       | 2:0                                  | Quilmes Argentina                    |
| 1909 | CURCC · Uruguay                      | 4:2                                  | San Isidro Argentina                 |
| 1910 | No se disputó                        | No se disputó                        | No se disputó                        |
| 1911 | CURCC · Uruguay                      | 2:0                                  | Newell's Old Boys Argentina          |
| 1912 | River Plate F.C. · Uruguay           | 2:1                                  | Racing Club Argentina                |
| 1913 | Racing Club Argentina                | 1:1 3:2                              | Nacional · Uruguay                   |
| 1914 | Disputada sólo por equipos uruguayos | Disputada sólo por equipos uruguayos | Disputada sólo por equipos uruguayos |
| 1915 | Nacional · Uruguay                   | 2:0                                  | Racing Club Argentina                |
| 1916 | Nacional · Uruguay                   | 6:1                                  | Rosario Central Argentina            |
| 1917 | Nacional · Uruguay                   | 3:1                                  | Racing Club Argentina                |
| 1918 | Peñarol · Uruguay                    | 4:0                                  | Independiente Argentina              |
| 1920 | Boca Juniors Argentina               | 2:0                                  | Universal · Uruguay                  |

### Títulos por equipo
| Equipo                           | Títulos | Subtítulos | Años Campeón            |
| -------------------------------- | ------- | ---------- | ----------------------- |
| Nacional                         | 4       | 2          | 1905, 1915, 1916, 1917. |
| CURCC / Peñarol                  | 3       | 1          | 1909, 1911, 1918.       |
| Racing Club                      | 1       | 3          | 1913.                   |
| Alumni (desaparecido)            | 1       | 1          | 1906.                   |
| Belgrano Athletic                | 1       | 0          | 1907.                   |
| Montevideo Wanderers             | 1       | 0          | 1908.                   |
| River Plate F. C. (desaparecido) | 1       | 0          | 1912.                   |
| Boca Juniors                     | 1       | 0          | 1920.                   |
| Quilmes                          | 0       | 1          | -                       |
| San Isidro                       | 0       | 1          | -                       |
| Newell's Old Boys                | 0       | 1          | -                       |
| Rosario Central                  | 0       | 1          | -                       |
| Independiente                    | 0       | 1          | -                       |
| Universal (desaparecido)         | 0       | 1          | -                       |

## Estadísticas

### Tabla histórica
Listado de los resultados obtenidos por cada equipo en el torneo. A efectos de simplificar la tabla, se toma la postura oficial del Club Atlético Peñarol en la que se afirma su continuidad con el CURCC, así como se consideran las victorias como 3 puntos.
| Pos. | Equipo               | País      | Part. | Títulos | PJ | PG | PE | PP | GF | GC | DG | Puntos |
| ---- | -------------------- | --------- | ----- | ------- | -- | -- | -- | -- | -- | -- | -- | ------ |
| 1    | Nacional             | Uruguay   | 6     | 4       | 8  | 4  | 2  | 2  | 20 | 13 | +7 | 14     |
| 2    | Peñarol + CURCC      | Uruguay   | 4     | 3       | 4  | 3  | 0  | 1  | 11 | 4  | +7 | 9      |
| 3    | Alumni               | Argentina | 2     | 1       | 3  | 1  | 1  | 1  | 7  | 6  | +1 | 4      |
| 4    | Racing Club          | Argentina | 4     | 1       | 5  | 1  | 1  | 3  | 6  | 10 | -4 | 4      |
| 5    | Montevideo Wanderers | Uruguay   | 1     | 1       | 1  | 1  | 0  | 0  | 2  | 0  | +2 | 3      |
| 5    | Boca Juniors         | Argentina | 1     | 1       | 1  | 1  | 0  | 0  | 2  | 0  | +2 | 3      |
| 7    | Belgrano Athletic    | Argentina | 1     | 1       | 1  | 1  | 0  | 0  | 2  | 1  | +1 | 3      |
| 7    | River Plate F.C.     | Uruguay   | 1     | 1       | 1  | 1  | 0  | 0  | 2  | 1  | +1 | 3      |
| 9    | San Isidro           | Argentina | 1     | -       | 1  | 0  | 0  | 1  | 2  | 4  | -2 | 0      |
| 10   | Quilmes              | Argentina | 1     | -       | 1  | 0  | 0  | 1  | 0  | 2  | -2 | 0      |
| 10   | Newell's Old Boys    | Argentina | 1     | -       | 1  | 0  | 0  | 1  | 0  | 2  | -2 | 0      |
| 10   | Universal            | Uruguay   | 1     | -       | 1  | 0  | 0  | 1  | 0  | 2  | -2 | 0      |
| 13   | Independiente        | Argentina | 1     | -       | 1  | 0  | 0  | 1  | 0  | 4  | -4 | 0      |
| 14   | Rosario Central      | Argentina | 1     | -       | 1  | 0  | 0  | 1  | 1  | 6  | -5 | 0      |